# Beco dos Marginais, 59 1/2 Rua Mulberry

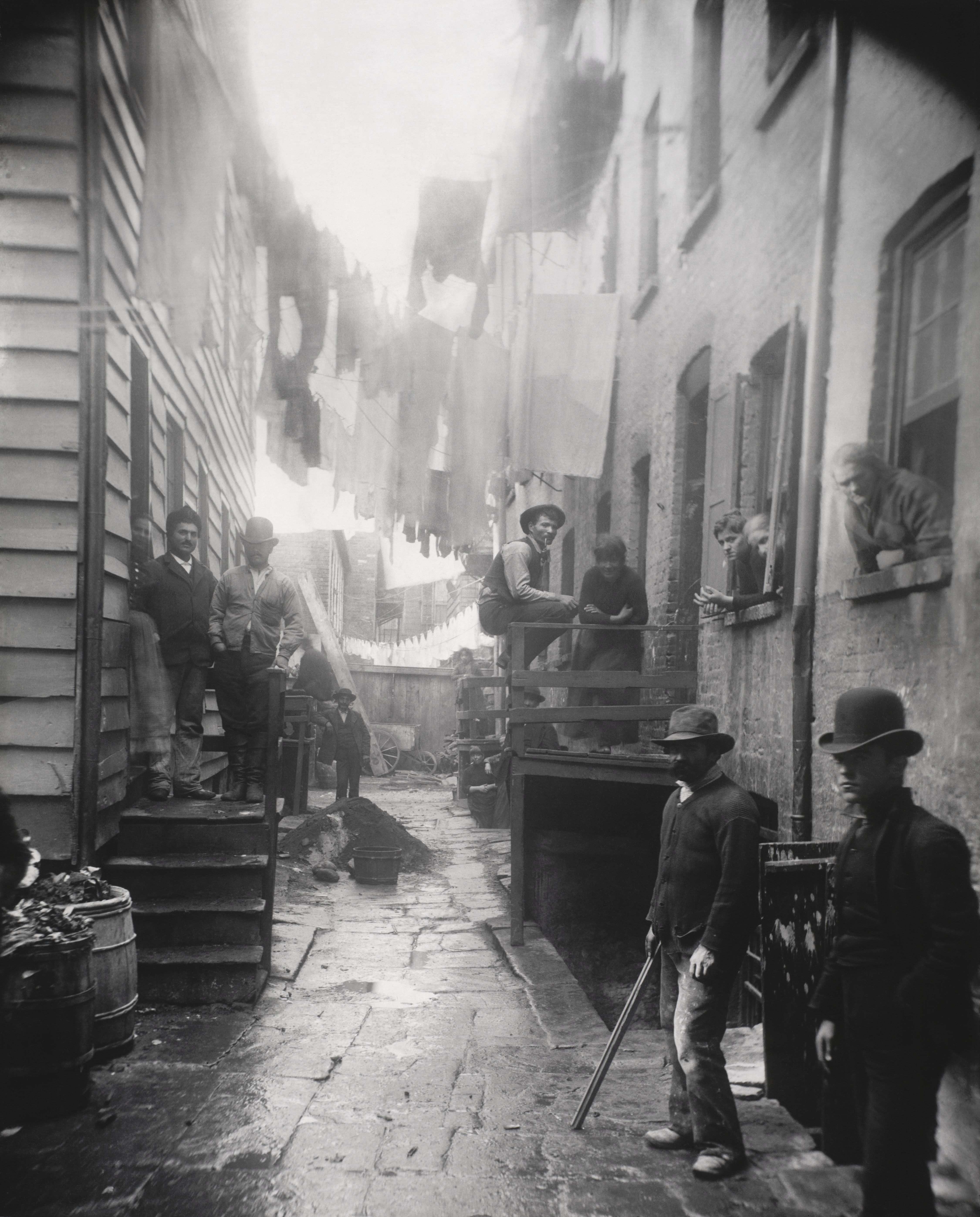
Bandits' Roost, 59 1/2 Mulberry Street (1888) por Jacob Riis

Beco dos marginais, 59 1/2, Rua Mulberry é uma fotografia em preto e branco produzida pelo fotojornalista e reformista social social dinarmaquês-americano Jacob Riis. A fotografia muito provavelmente não fora tirada por Riis, mas sim por um de seus fotógrafos assistentes, Henry G. Piffard ou Richard Hoe Lawrence. Foi publicado pela primeira vez no livro fotográfico How the Other Half Lives, sem lançamento conhecido no Brasil, em 1889, que tinha como objetivo documentar as condições sociais das pessoas mais pobres de Nova York.

## Descrição
Essa fotografia foi tirada em um beco chamado pela população de "The bend" (em tradução literal: "A Curva"), um beco pobre e perigoso localizado na Rua Mulberry, na altura do bairro de Five Points, Lower Manhattan, Nova York.
A Curva da Rua Mulberry era o núcleo das "favelas da cidade". Região cohecida por sua população assolada pela criminalidade, majoritariamente de origem italiana. Dois homens à direita estão parados próximos a entrada do beco. O segundo deles segura um pedaço de madeira, possivelmente um porrete. O site Art Story afirma que esta arma em potencial “aumenta a sensação de ameaça”. Outras pessoas aparecem na imagem, incluindo um homem sentado no corrimão de uma escada perto de uma mulher, e outros três homens no lado oposto, olhando na direção da câmera. Algumas pessoas se debruçam nas janelas, curiosas, à direita, enquanto ao fundo há roupas penduradas em varais.
O ativismo social de Riis em busca de melhores condições de vida para as classes mais pobres de Nova Iorque, cidade protagonista do livro de fotografias How the Other Half Lives, onde essa imagem fora publicada, livro esse que é um dos melhores exemplos e um dos fatores para a demolição do beco da Rua Mulberry, que mais tarde fora substituído por um parque.